# Tonatia bidens
Tonatia bidens es una especie de murciélago de la familia Phyllostomidae. Se alimenta de frutas, así como de la caza de pequeñas aves, Una vez que las aves son capturadas son llevados a un refugio y se  las comen.

## Distribución geográfica
Se encuentra en Sudamérica. En el noreste y el sur de Brasil, al norte de Argentina, Paraguay y Bolivia.   